# Anaxyrus woodhousii
Anaxyrus woodhousii is een kikker uit de familie padden of Bufonidae. De soort behoorde lange tijd tot het geslacht Bufo. De soort werd voor het eerst wetenschappelijk beschreven door Charles Frédéric Girard in 1854. Oorspronkelijk werd de wetenschappelijke naam Bufo dorsalis gebruikt.

## Voorkomen en habitat
Deze pad komt voor in een groot aantal staten van de Verenigde Staten; een groot gebied in het centrum van het land van noord naar zuid en een gebied ten zuidwesten van de VS rond de staat Utah. Het is dan ook een van de algemeenste soorten padden in dit land en is in allerlei biotopen te vinden zoals graslanden, bosranden en moerassen. Daarnaast wordt de kikker aangetroffen in hoger gelegen delen in bergachtige streken tot 2600 meter boven zeeniveau. Deze soort houdt van zanderige streken met stenen of enige vegetatie om zich onder te verschuilen.

## Uiterlijke kenmerken
De lengte is ongeveer 10 tot 13 centimeter, de mannetjes blijven kleiner dan de vrouwtjes. De lichaamskleur is variabel; bruin tot olijfgroen met donkere vlekken op de rug en een lichte tot gele dorsale streep op het midden van de rug. De ogen zijn groengeel en de pupil is horizontaal. De buik is lichter tot witgeel en heeft soms ook donkere tot zwarte vlekken. De mannetjes zijn van de vrouwtjes te onderscheiden door een donkere keel.

## Algemeen
Anaxyrus woodhousii is nachtactief en als hij niet jaagt wordt onder een steen of plant gerust maar ook kan deze soort ondiepe holletjes graven. Het voedsel bestaat uit wormen en insecten, op het menu staan voornamelijk kevers en mieren. De eitjes worden gelegd in twee eiersnoeren en het aantal eitjes kan per keer oplopen tot wel 25.000. De kikkervisjes eten allerlei organisch materiaal en plantendelen, en vanwege de massaliteit van de larven is een water nadat de kleine padjes op het land zijn gekropen soms compleet kaalgevreten.